# تورو پایالا
تورو پایالا (فنلاندی: Turo Pajala؛ ‏ ۱۶ نوامبر ۱۹۵۵ – ۲۸ فوریهٔ ۲۰۰۷) بازیگر اهل فنلاند بود.
از فیلم‌هایی که وی در آن نقش داشته‌است، می‌توان به آریل اشاره کرد.